# Rocade Ouest de Saumur
 (mai 2012).
Si vous disposez d'ouvrages ou d'articles de référence ou si vous connaissez des sites web de qualité traitant du thème abordé ici, merci de compléter l'article en donnant les références utiles à sa vérifiabilité et en les liant à la section « Notes et références ».
La Rocade Ouest de Saumur est une partie de la RD 347 (ex-RN147) qui relie La Ronde (au niveau de l'autoroute A85) à Montreuil-Bellay en Maine-et-Loire. L'ouvrage le plus grand est le Pont du Cadre Noir.

## Histoire

### Mise en service de 1982-1994
En 1979, les travaux du Pont du Cadre Noir commencent. C'est là que les premières études sur la Rocade Ouest de Saumur débutent. En 1982, le Pont du Cadre Noir est mis en service. Il était prévu que la Rocade Ouest de Saumur soit en 2×2 voies. Mais le manque de place a conduit à la mise en 2×1 voies. En 1994, les accès Nord et Sud sont mis en service. Voilà que la Rocade Ouest est entièrement mise en service.

### Études de 1999 - 2003
En 1999, le projet de mise en 2×2 voies refait surface. En effet, la Rocade est pratiquement saturée. Un tas de négociations furent réalisées mais sans suite. Finalement, en mars 2003, le Conseil général de Maine-et-Loire et la région Pays de la Loire votent et acceptent ce projet. Mais cela a un coût, 27,8 Millions d'Euros.

### Travaux de 2009-2011
En 2008, les travaux de doublement du Pont du Cadre Noir sont confiés à Bouygues. Les premières piles sortent de terre en février 2009. Le tablier est monté entre juin 2009 et mai 2010. La mise en service complète du pont a eu lieu le 16 octobre 2010.

### Travaux de 2012-2015
Le 18 novembre 2015, le tronçon Nord a été mis en 2×2 voies, entre le pont du Cadre-Noir et le raccordement à l'autoroute A85 à La Ronde,,.

## Parcours
- Échangeur entre D767 et A85 : Le Mans, Angers, Tours, Nantes, Lyon
- Z.A. Ecoparc : Z.A. Ecoparc, Saint-Lambert-des-Levées
- Saint-Lambert-des-Levées : (sens sud-nord uniquement)
- Saumur-Gare : Gare de Saumur, Tours par RD, Angers (itinéraire touristique), Les Rosiers-sur-Loire, Saint-Martin-de-la-Place
  - Pont du Cadre Noir (Loire)
- Saumur-Centre : Saumur, Fontevraud-l'Abbaye, Chinon, Saint-Hilaire-Saint-Florent, Ecole Nationale d'Equitation
  - Pont de l'Ecluse (Thouet)
- Saumur-Sud : Bagneux, Z.A. Aubrières, Z.A. Peupleraies, Saumur Forest Adventures